# Ezoloba macrocarpa
Genre
Espèce
Synonymes
- Lotononis macrocarpa Eckl. & Zeyh.[1]

Ezoloba macrocarpa est une espèce de plantes à fleurs dicotylédones de la famille des Fabaceae, sous-famille des Faboideae, originaire d'Afrique du Sud. C'est l'unique espèce acceptée du genre Ezoloba (genre monotypique).